# Juania australis
Juania australis là một loài thực vật có hoa thuộc họ Arecaceae. Loài này chỉ được tìm thấy ở Chile. Chúng đang bị đe dọa do mất môi trường sống.